# Château de Cormand (La Côte-d'Hyot)
Pour les articles homonymes, voir Cormand.
Le château de Cormand est un ancien château transformé en manoir du XIVe siècle du village de La Côte d'Hyot, sur la commune Bonneville, Haute-Savoie, France.
Il ne doit pas être confondu avec le château homonyme situé au village de Cormand, sur la commune de Saint-Jeoire, lui aussi dans le Faucigny.

## Situation
Le château se situe sur le hameau de La Côte-d'Hyot, au nord-ouest de la commune de Bonneville, dans la province du Faucigny. Le hameau est localisé en rive droite de la rivière de l'Arve,. À l'origine, le village de La Côte-d'Hyot (le « Bois de Dieu » ou la « Côte de Dieu » ) était un territoire indépendant, réunis à la commune de Bonneville le 20 janvier 1964.
Le château est installé sur une élévation au-dessus de la rivière d'Arve, avec une vue sur l'ensemble de la vallée. Il contrôle le chemin qui reprend le tracé d'une ancienne voie romaine reliant la cité de Genève au haut pays des hautes vallées des Ceutrons.

## Historique
Le château ne semble pas avoir eu une histoire particulière, comme l'indique l'érudit local, Lucien Guy, dans son ouvrage cité.
La première famille mentionnée comme propriétaire du château est celle des Sadot (que l'on retrouve parfois sous les formes de Sadoti, Saddod, Saddoz). Cette famille noble était originaire du bourg de Bonneville,. Un Vuifred Sadot est le premier cité de la famille vers le XIVe siècle comme propriétaire du lieu ainsi que des « vignes et des bois qui s'étendaient en deçà et au-delà de l'Arve proche le pont de Bonneville  » à la suite d'un acte d'albergement en sa faveur de la part du dauphin Humbert II de Viennois,. 
Le château passe ensuite par mariage (contrat signé le 27 novembre 1399) à la famille des Menthon-Montrottier qui reste propriétaire jusqu'au XVIIIe siècle,. Pierre II, seigneur de Montrottier, Petit-Graisy et Sauterens, est bailli de Genevois. Il épouse en ce jour de novembre 1399 Jeanne de Ville, fille de Louis Sadot,. Tous les biens passent à la famille du mari le février 1409.
Au XVIIIe siècle, le château est vendu à la famille Duparc,. Il passe ensuite aux familles Thévenet, Amoudruz puis Pigot. Aujourd'hui, le château a été aménagé en gîte et chambres d'hôtes.

## Constitution
Le château est constitué d'un ensemble d'éléments. En premier lieu, à l'ouest, on observe une grande façade avec en son centre une tour carrée, où se trouve le portail de l'entrée,. De chaque côté de la tour se trouvent donc deux ailes qui se prolongent en angle droit vers l'est et dessinant une cour intérieure, où mène la porte cochère de la tour,. Au-delà de la cour, on peut se rendre vers le jardin du manoir. 
Le logis du sud est orienté vers l'Arve et la plaine d'Arenthon alors que le logis nord est tourné vers la pente des Rerey. 
L'aspect actuel est bien celui d'une demeure noble, toutefois, celle-ci était un véritable château dans la mesure où l'on observe encore de nos jours les traces de fortification. Ainsi, il semble que le château fut entouré de fossés, mais ceux-ci ont disparu au cours du XXe siècle,. Par ailleurs, les épais murs notamment de soubassements ainsi que les caves voutées sont des indices sur la vocation défensive de l'édifice.
L'ensemble possédait une chapelle,.
Sur l'une des façades, on peut observer les armes de la famille des Menthon-Montrottier (« de gueules au lion d'argent, à la bande d'azur chargée de trois points d'or, brochant sur le tout. »),.